# Archaeromma hispanicum
Archaeromma hispanicum is een vliesvleugelig insect uit de familie Mymarommatidae. De wetenschappelijke naam is voor het eerst geldig gepubliceerd in 2011 door Ortega-Blanco, Peñalver, Delclòs & Engel.